# 栃木県道33号小山環状線

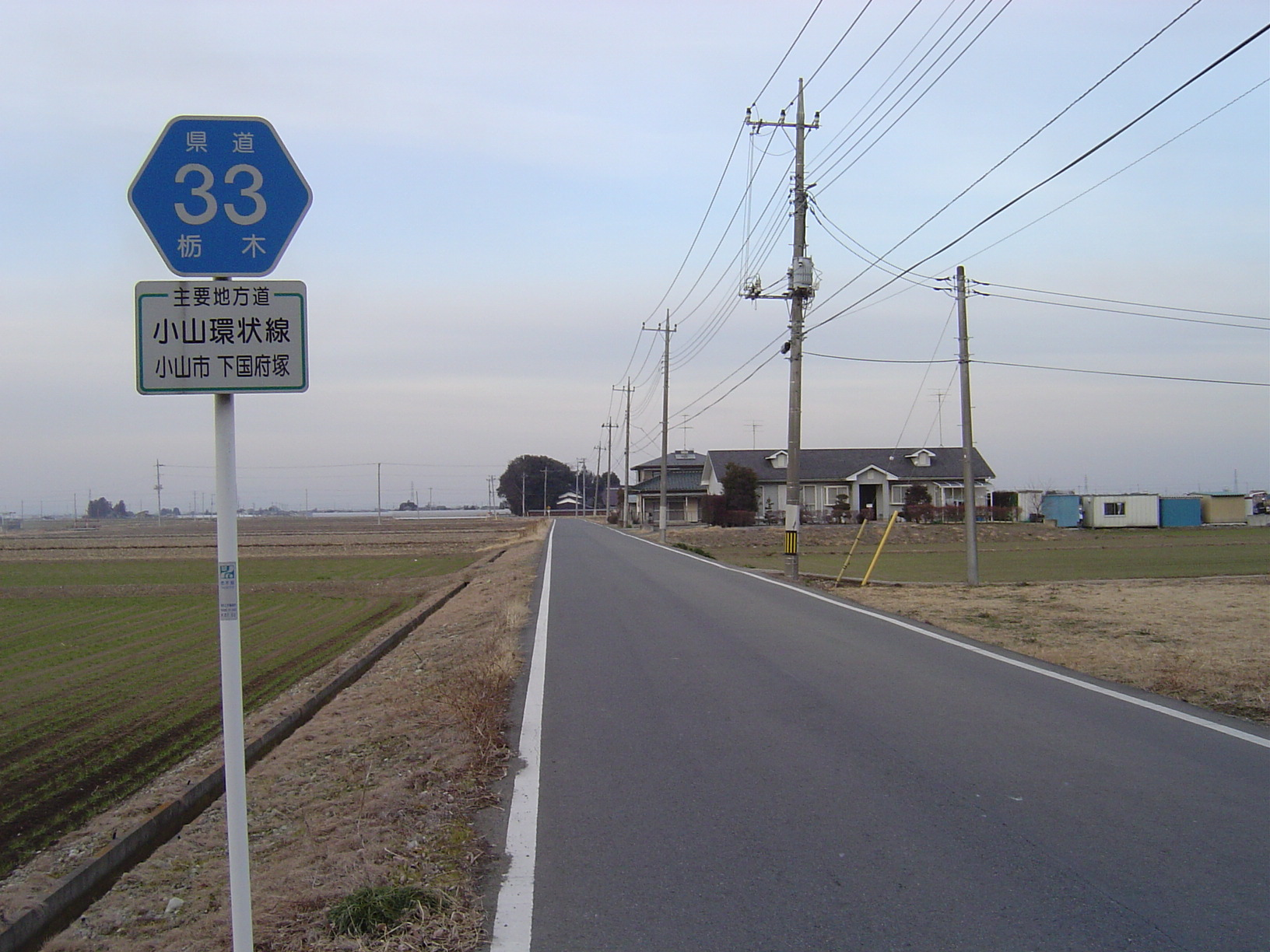
小山市下国府塚付近
（県道36号岩舟小山線交点付近）

栃木県道33号小山環状線（とちぎけんどう33ごう おやまかんじょうせん）は、栃木県小山市を通る県道（主要地方道）である。小山市郊外を環状に結び、主要道路を繋いでいる。

## 概要
本路線はほぼ四角形に小山市の市街地を外周する道路である。思川以東は市街地化の進展に伴い、道路の整備も進んでいる。途中、高岳製作所の引込み線を踏切信号機で交差する地点も存在する。
一方で、西側は対面通行も困難な区間がある。特に潜橋だった間中橋は大雨による思川の増水により、度々通行止めとなるなど通行上のネックとなっていた。なお、間中橋は平成22年11月に永久橋と取り付け道路が完成し、潜橋は現在通行不可となっている。
なお、以前は栃木県道269号小山環状線であった。現在の路線は、旧栃木県道173号萩島白鳥線（間中 - 下石塚）、旧栃木県道74号羽川栃木線（小薬 - 羽川）、旧栃木県道214号羽川福良線（羽川 - 出井）の各路線を合わせ環状の路線形成し主要地方道に昇格されたものである。

### 路線データ
- 実延長：30.505 km[2]
- 起終点：栃木県小山市大字粟宮（粟宮（南）交差点＝国道4号交点）
- 認定：1973年（昭和48年）3月2日

## 歴史
- 1993年（平成5年）5月11日 - 建設省から、県道小山環状線が小山環状線として主要地方道に指定される[3]。
- 2023年（令和5年）
  - 3月23日 - 粟宮南工区 (0.3 km) が開通する[4]。
  - 4月28日 - 粟宮工区 (0.8 km) が開通する[5]。

## 路線状況

### 重複区間
- 栃木県道173号萩島白鳥線（小山市間中 - 萩島交差点）
- 栃木県道36号岩舟小山線（小山市下石塚交差点 - 下国府塚交差点）
- 栃木県道18号小山壬生線（小山市・羽川西小前交差点 - 扶桑歩道橋交差点）
- 栃木県道339号小山下野線（小山市荒井 - 出井）
- 栃木県道214号福良羽川線（小山市羽川交差点 - 出井交差点）

## 地理

### 通過する自治体
- 小山市

### 交差する道路
交差する道路の特記がないものは市道。
| 交差する道路                                    | 交差する道路                        | 所在地 | 交差点名                                                                         |
| ----------------------------------------------- | ----------------------------------- | ------ | -------------------------------------------------------------------------------- |
| 栃木県道33号小山環状線 西黒田方面               |                                     |        |                                                                                  |
| 国道4号（日光街道）                             | 国道4号（日光街道）                 | 小山市 | 粟宮（南）                                                                       |
| 栃木県道173号萩島白鳥線                         | -（屈折）                           | 小山市 | （大字間中地内）                                                                 |
| 国道50号                                        | 国道50号                            | 小山市 | 萩島                                                                             |
| -（屈折）                                       | 栃木県道36号岩舟小山線              | 小山市 | 下石塚                                                                           |
| 栃木県道36号岩舟小山線                          | -（屈折）                           | 小山市 | 下国府塚                                                                         |
| 栃木県道311号小山大平線                         |                                     | 小山市 | 今里                                                                             |
| 栃木県道31号栃木小山線                          | 栃木県道31号栃木小山線              | 小山市 | 思川駅入口                                                                       |
| 栃木県道243号小山城内線 栃木県道296号小山都賀線 | -（屈折）                           | 小山市 | （大字小薬地内）                                                                 |
| 栃木県道18号小山壬生線（壬生通り）              | -                                   | 小山市 | 羽川西小前                                                                       |
| -                                               | 栃木県道18号小山壬生線（壬生通り）  | 小山市 | 扶桑歩道橋                                                                       |
| 国道4号（日光街道）                             | 国道4号（日光街道）                 | 小山市 | 羽川【北緯36度21分1.3秒 東経139度49分34.9秒 / 北緯36.350361度 東経139.826361度】 |
| 栃木県道339号小山下野線                         |                                     | 小山市 |                                                                                  |
| 栃木県道214号福良羽川線                         | -（屈折）                           | 小山市 | 出井                                                                             |
| 栃木県道264号小山結城線（結城街道）             | 栃木県道264号小山結城線（結城街道） | 小山市 | 犬塚                                                                             |
| 国道50号                                        | 国道50号                            | 小山市 | 横倉新田                                                                         |
| 栃木県道292号矢畑横倉新田線                     | -（屈折）                           | 小山市 | 小山工業団地南                                                                   |
| 栃木県道191号大戦防小山線                       | 栃木県道191号大戦防小山線           | 小山市 | 東城南5丁目                                                                      |
| 国道4号（日光街道）                             | 国道4号（日光街道）                 | 小山市 | 粟宮（南）                                                                       |
| 栃木県道33号小山環状線 間中方面                 |                                     |        |                                                                                  |

### 沿線にある施設など
- 小山市穂積公民館
- 小山市豊田公民館
- JR思川駅（両毛線）
- イオンモール小山
- とりせん小山東店、羽川店
- 小山工業団地
- 小山第三工業団地

## ギャラリー

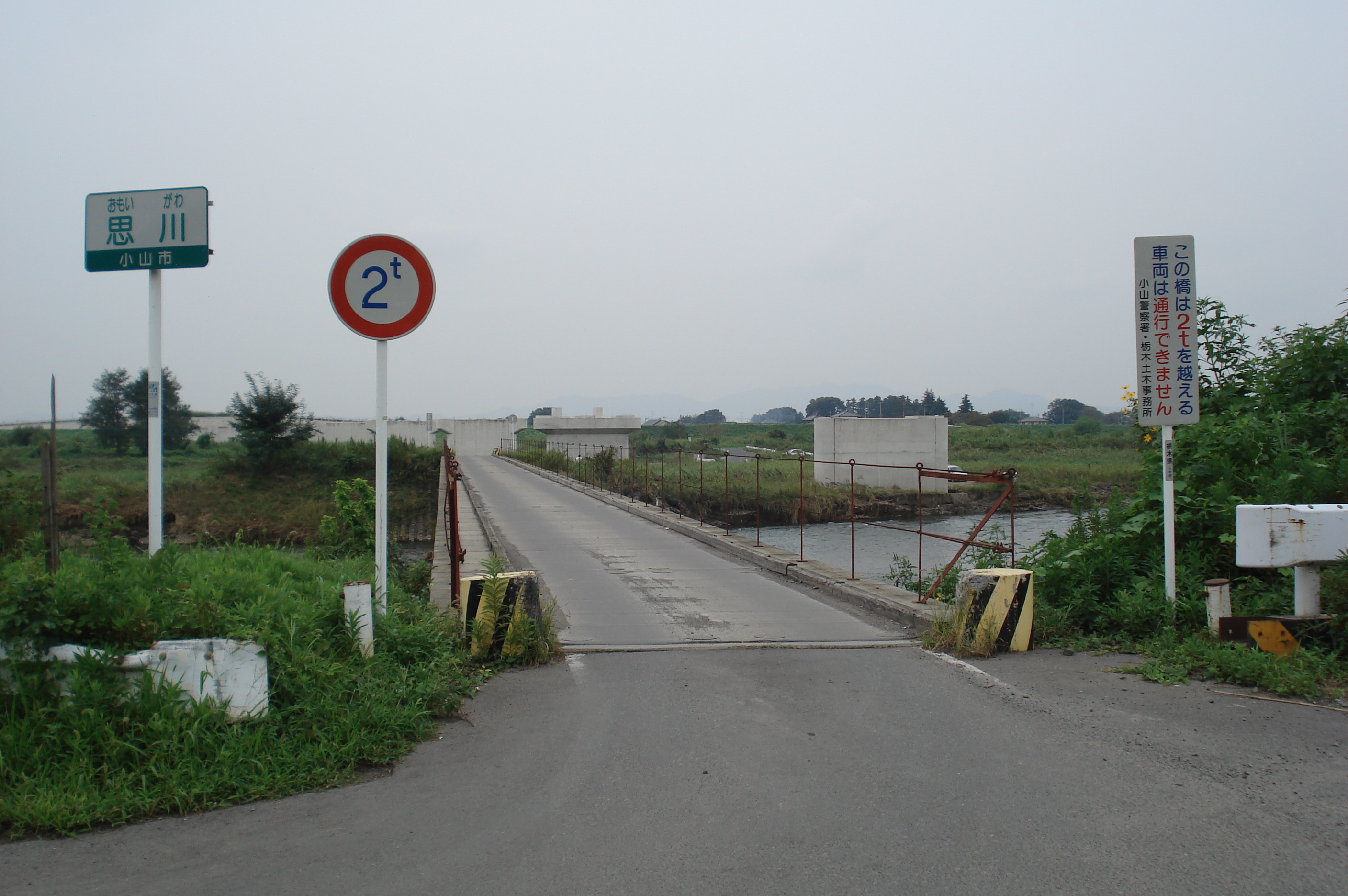
思川に架かる間中橋（現在は新間中橋があるため、間中橋は撤去されている。）
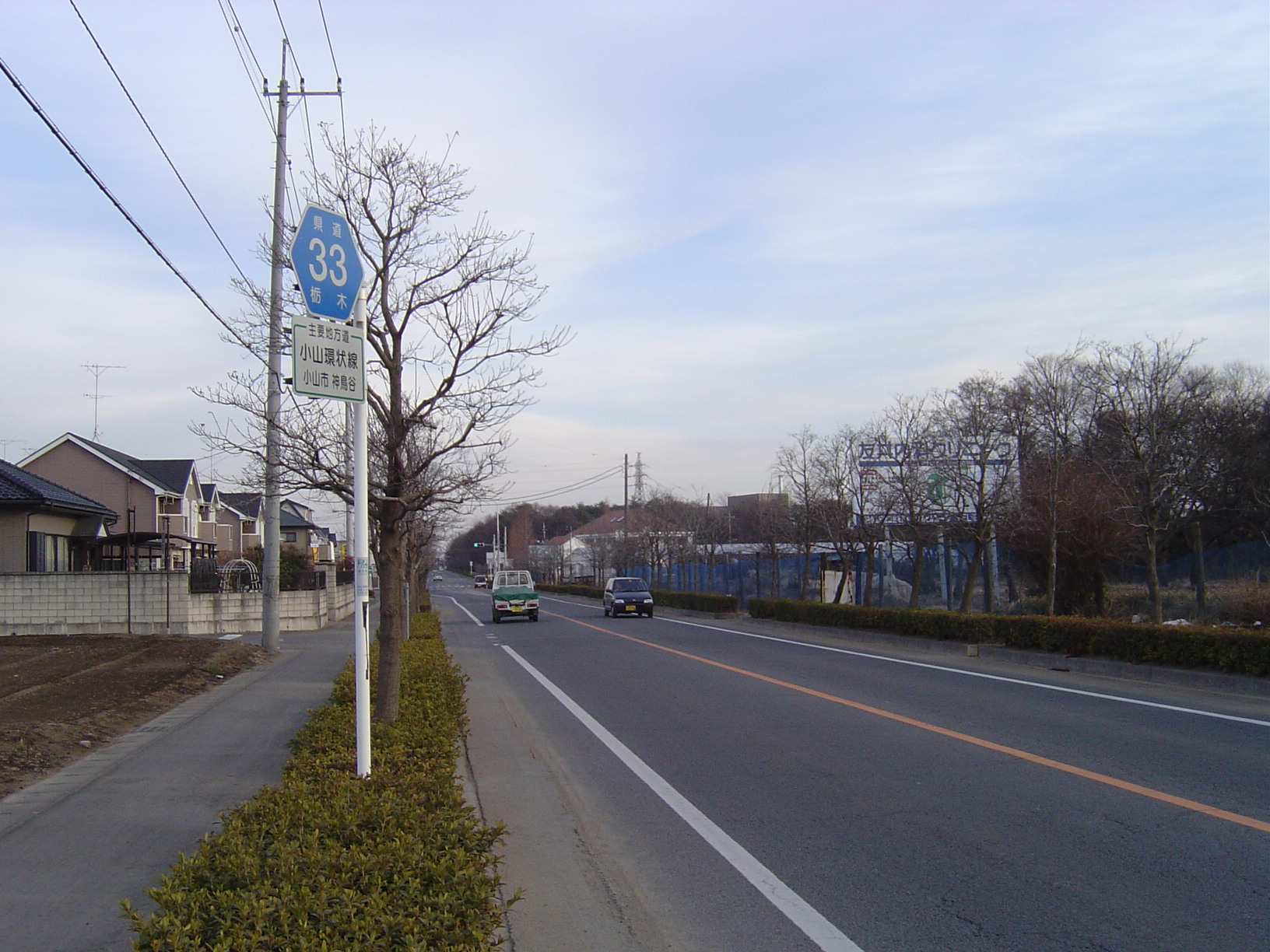
小山市西城南付近